# Oakdale (Pennsylvania)
Oakdale borough az Amerikai Egyesült Államok Pennsylvania államában, Allegheny megyében. Lakosainak száma 1475 fő (2020. április 1.).

## Népesség
A település népességének változása:

| 2010 | 1 459 |
| 2020 | 1 475 |